# Platystomatidae
Famille
Les Platystomatidae sont une famille d'insectes diptères brachycères.

## Liste des sous-familles
Selon BioLib (25 juillet 2021) :
- Angitulinae
- Plastotephritinae
- Platystomatinae
- Scholastinae
- Trapherinae

## Liste des genres
Selon Catalogue of Life (1 mars 2013) :
Selon ITIS (1 mars 2013) :
- genre Amphicnephes
- genre Pogonortalis
- genre Rivellia
- genre Scholastes Loew
- genre Senopterina

Selon Fauna Europaea (3 juillet 2013)
- Seule sous-famille : Platystomatinae
  - genre Platystoma
  - genre Rivellia